# Galleria Umberto
A Galleria Umberto egy passzázs Nápolyban, a San Carlo operaházzal átellenben. 1887-1891 között épült és Nápoly újjáépítésének egyik alapkövét jelentette, mely az első  világháborúig tartott (olaszul risanamento). Emanuele Rocco tervezte, modern építészeti megoldásokat felhasználva a milánói Galleria Vittorio Emmanueléhez hasonlatosan. A passzázst I. Umbertó olasz királyról nevezték el. Üzleteknek, kávéházaknak ad otthont, míg a harmadik emeletén magánlakosztályok találhatók. A kereszt alaprajzú passzázs közepét egy 16 borda által tartott hatalmas üvegkupola fedi. A négy oldalszárnyból egy a via Toledóra nyílik (Nápoly legforgalmasabb utcája) egy másik pedig a San Carlo operaházra. Ma ismét nápolyi élet egyik lüktető központja, néhány év elhanyagoltság után.

## Források

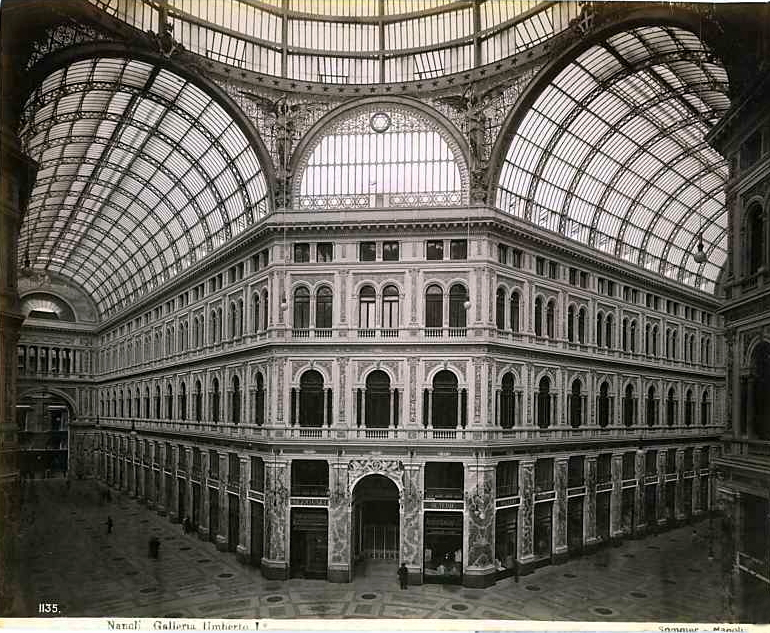
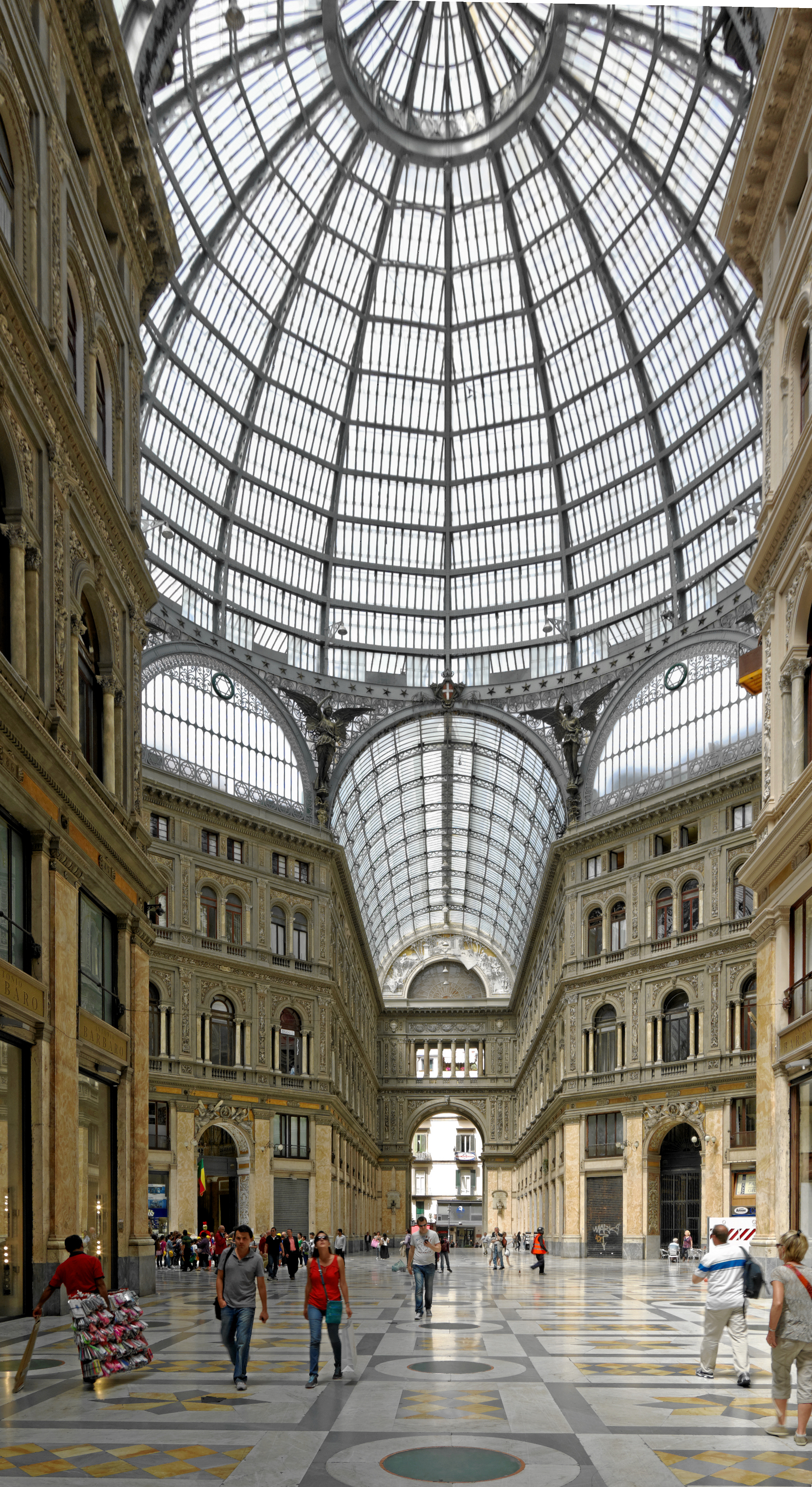
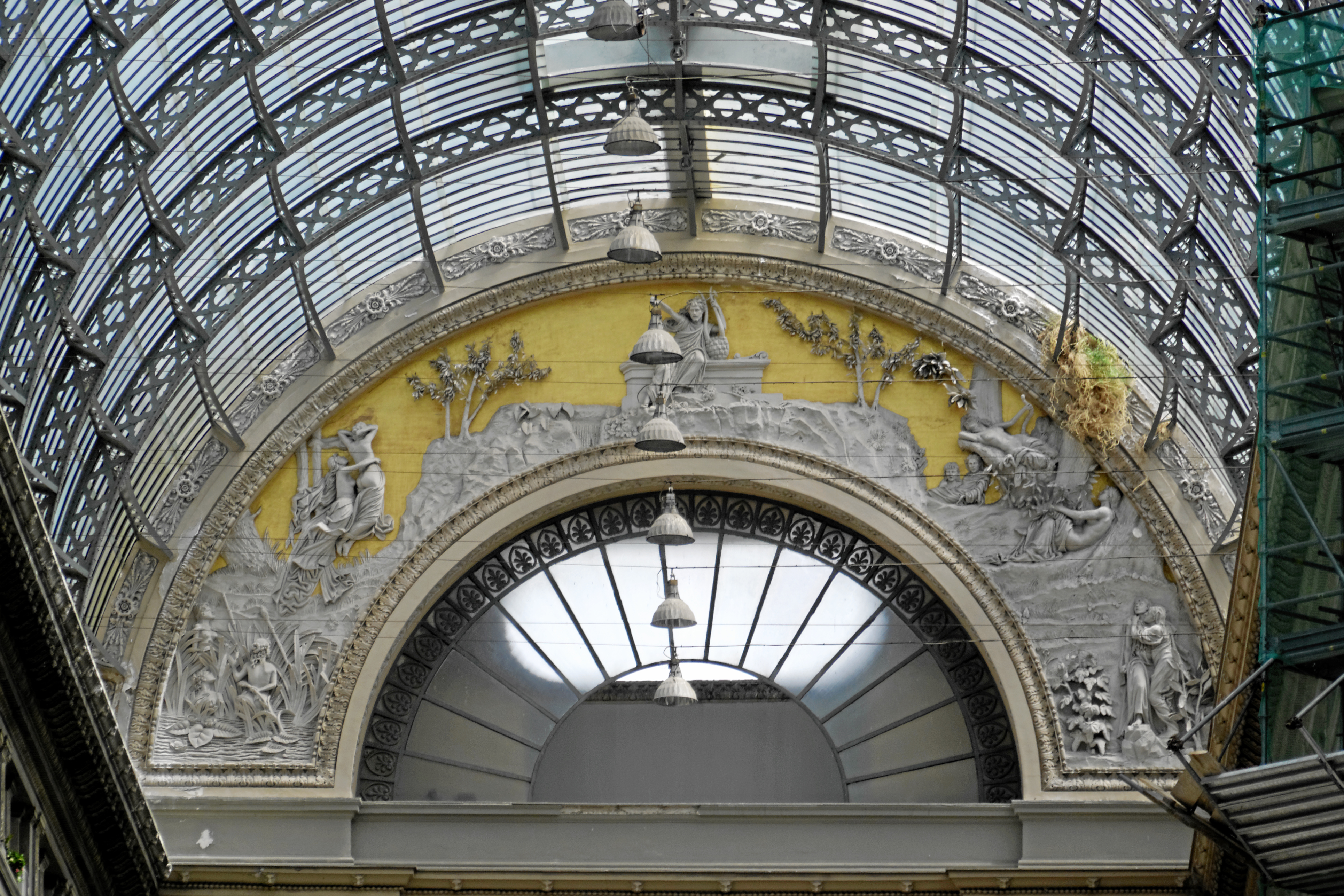
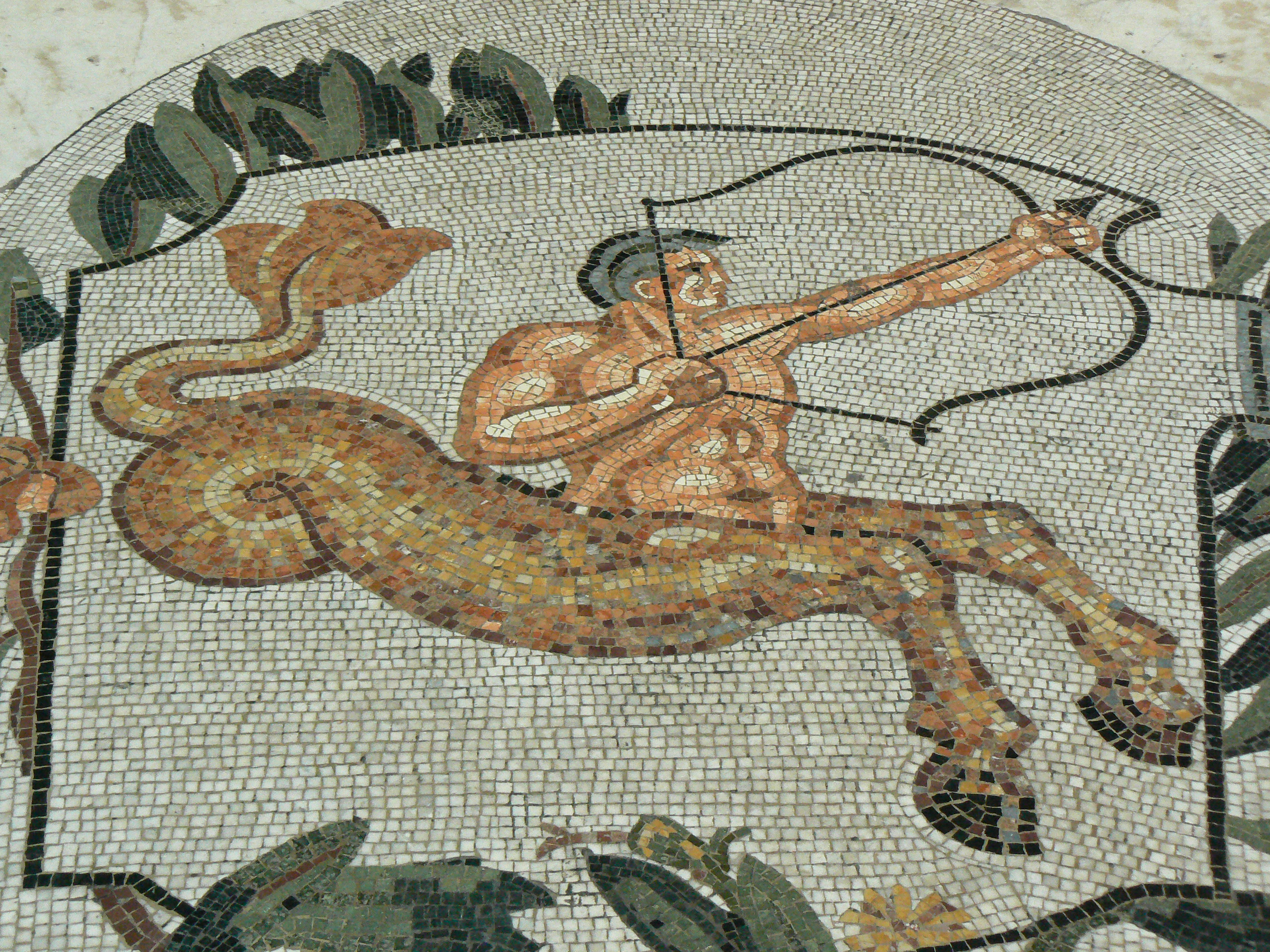